# فرودگاه بین‌المللی کورومبا
فرودگاه بین‌المللی کورومبا (به انگلیسی: Corumbá International Airport) (به زبان بومی: Aeroporto Internacional de Corumbá) یک فرودگاه همگانی مسافربری با کد یاتا CMG است که یک باند فرود آسفالت دارد و طول باند آن ۲۰۰۱ متر است. این فرودگاه در کشور برزیل قرار دارد و در ارتفاع ۱۴۱ متری از سطح دریا واقع شده‌است.

## شرکت‌های هواپیمایی و مقصدهای پروازی
| شرکت‌های هواپیمایی     | مقصدهای پروازی     |
| --------------------- | ------------------ |
| آزول برزیلین ایرلاینز | ویراکوپوس-کامپیناس |